# Jan Podroužek
Jan Podroužek (* 29. října 1989 Tábor) je český sportovní funkcionář, bývalý sportovní novinář a vedoucí fotbalové sekce deníku Sport. Od léta do prosince 2023 byl sportovním manažerem fotbalového klubu SK Dynamo České Budějovice.

## Novinářská kariéra
Podroužek vystudoval pražskou Vyšší odbornou školu publicistiky v roce 2013. Od roku 2010 působil v deníku Sport, od léta 2019 pak v působil jako vedoucí fotbalové sekce. Od května 2020 se podílel také na podcastu Kudy běží zajíc s Ondřejem Novotným.
V roce 2020 se autorsky podílel na knize o českém trenérovi Jindřichovi Trpišovském – Trpišovský: Úplný příběh milionového trenéra.

## Sportovní funkcionář
V létě 2023 mu vlastník budějovického Dynama Vladimír Koubek nabídl funkci ve sportovním úseku klubu, kde měl Podroužek nahradit Martina Vozábala a Tomáše Sivoka. Podroužek potvrdil, že se stane sportovním ředitelem Dynama České Budějovice v červnu 2023.
Po sérii špatných výsledků na konci listopadu 2023 u týmu skončil Marek Nikl a v prosinci i druhý z dvojice hlavních trenérů Tomáš Zápotočný. O pár dní později oznámil i sám Podroužek, že ukončí po konci podzimní části sezóny své angažmá v Dynamu České Budějovice.